# 柔毛玉叶金花
柔毛玉叶金花（学名：Mussaenda divaricata var. mollis）为茜草科玉叶金花属下的一个变种。